# Nastri d'argento 1947
La 2ª edizione dei Nastri d'argento si è tenuta nel 1947.

## Vincitori

### Miglior film a soggetto
- Paisà - regia di Roberto Rossellini

### Migliore regia
- Roberto Rossellini - Paisà

### Miglior soggetto
- Suso Cecchi D'Amico, Piero Tellini e Luigi Zampa - Vivere in pace

### Migliore fotografia
- Domenico Scala e Václav Vích - Daniele Cortis

### Migliore scenografia
- Maurice Colasson e Gastone Medin - Eugenia Grandet

### Migliore commento musicale
- Renzo Rossellini - Paisà

### Migliore attrice protagonista
- Alida Valli - Eugenia Grandet

### Migliore attore protagonista
- Amedeo Nazzari - Il bandito

### Migliore attrice non protagonista
- Ave Ninchi - Vivere in pace

### Migliore attore non protagonista
- Massimo Serato - Il sole sorge ancora

### Miglior documentario
- Bambini in città - regia di Luigi Comencini

### Premio speciale per particolari valori espressivi
- Aldo Vergano - Il sole sorge ancora

### Premio speciale per il migliore attore esordiente
- Walter Chiari - Vanità